# 布拉德盖特公园

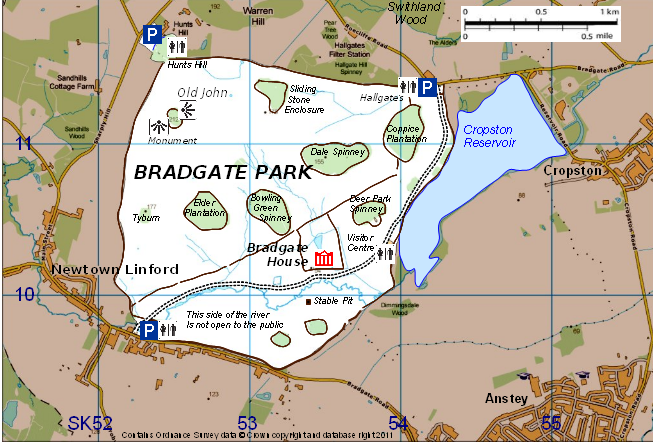
布莱德盖特公园与其周围的村庄

布莱德盖特公园（英語：Bradgate Park，当地读音：/ˌbrædɡʌt/），是英格兰莱斯特郡查恩伍德森林里的一座公共公园，位于莱斯特西北部。总面积850英亩（340公顷），周围有新镇林福德、安斯特、克洛普斯顿、伍德豪斯伊夫斯和斯威兰等村镇。莱斯特郡北部的晽河穿过该公园，流入克洛普斯顿水库，该水库建于公园部分区域。斯威兰树林位于公园东北部。公园有两座著名地标：老约翰塔和战争纪念碑，皆位于海平面210米（690英尺）以上。.根据生物学和地质学的标准，一共占地399.3公顷的布拉德盖特公园和克洛普斯顿水库被指定为具特殊科学价值地点（SSSI）。
2017年四月的一场火灾后，园主布拉德盖特信托建议所有访客都应警惕可能引起火灾的风险。尽管如此，六月再次发生了火灾，其中一颗古栎树遭烧毁。 

## 历史
如今被指定为布拉德盖特公园的地区是围绕着查恩伍德森林的数个公园之一。自中世纪以来，该公园一直是格罗比庄园的一部分。宣信者爱德华在位期间，该地区则由乌尔夫所拥有。11世纪，征服者威廉一世将格罗比庄园连同莱斯特郡里及周围的百多座庄园一起授予休·德·格兰梅斯尼尔，以表彰他在战争上的协助。布拉德盖特这个名字据说源自古诺斯语或古英语，分别有“宽阔大路”和“宽阔大门”之义。布拉德盖特公园这一名称第一次被提及是1241年，当时它是狩猎公园，但是其范围比现在还要小。该公园后来由博蒙特家族获得，随后传给德·昆西家族，再传给格罗比的威廉·德·费勒斯。  该公园归费勒斯家族所有直至1445年，在威廉唯一健在的女儿嫁给爱德华·格雷后，转让给格雷家族。威廉死后，对费勒斯家族地产所作的调查中记载了该公园，提到该公园有“牧草、供猪食用的林中饲料和草丛，每年值40先令”。格雷家族在之后的500年保有对公园的拥有权，并在19世纪时每周有几天会将其对公众开放。1928年，公园被查尔斯·本尼恩收购并将其捐赠给公众。公园一块匾记载：“应保留公园的自然状态，让莱斯特郡的人民得以平静地享受着它。”

### 中世纪鹿苑
布拉德盖特公园原本是由上有栎木桩的斜坡和沟来划定界限。这些最初的沟渠跨越小马特洛克峡谷东部的晽河。公园管理员是公园的唯一居民，住在有护城河围绕的屋子里，饲养着公园里的鹿群，以供格罗比庄园的主人狩猎用。该公园于15世纪晚期被第一位侯爵大规模扩展，以纳入过去由新镇林福德及现已不再存在的布拉德村镇所农用的土地。公园干砌石墙的地衣测年表明，北部和西部的边界墙建于17世纪和18世纪早期，而当时布拉德仍属于史丹福伯爵们的领土。灌木围墙则是后来才出现的，于19世纪早期建造和种植，作为射击的掩护物。公园里依然有成群的红鹿和黇鹿，可能自中世纪以来就以此为栖息地，从未离开。

### 布拉德盖特庄园
爱德华·格雷之子格罗比的约翰爵士与伊丽莎白·伍德维尔结婚（后者在约翰死后嫁给了国王爱德华四世）。他们的儿子托马斯·格雷，多塞特第一侯爵，在15世纪晚期准备建造布拉德盖特庄园，却还未开始就逝世了。他的儿子托马斯·格雷，多塞特第二侯爵，建造了布拉德盖特庄园，估计于1520年完成。然而，现今对于建成日期有所疑惑，因为在可见的墙下发现了一间更古老的房子，而研究结果显示1537年出生的简·格雷女勋爵（见下文）曾住过那间更古老的房子。

#### 简·格雷女勋爵
托马斯·格雷爵士（多塞特第二侯爵）于1530年去世。他的儿子亨利继位为多塞特第三侯爵，并娶了萨福克公爵之女弗朗西斯。他们的女儿简于1537年10月12日在布拉德盖特

### 老约翰塔
公园里最高的山顶上有一个颇具盛名的地标：一座名为“老约翰”的塔。老约翰塔是一座装饰性建筑，由格雷家族于1784年建造。据当地传说，该塔是为了纪念一位名为约翰的公园工人，他在未来第六任史丹福伯爵的21岁生日庆典时，因篝火意外而失去生命。据称，这座塔旁边的石头建筑被设计成酒杯把手的模样，也许是基于约翰对啤酒的喜爱。但是，第六任史丹福伯爵直到1786年才21岁，而一张1745年所画的地图显示了塔所在的小山，名字正是“老约翰”。19世纪，第七任伯爵将这座塔用作赛马练习环道的瞭望塔。
2001年，布拉德盖特公园信托将老约翰塔的设计注册为商标，并于2018年通知一名当地画家，若她继续售卖自己画该塔的画作，就必须向公园信托付款。

### 克洛普斯顿水库
克洛普斯顿水库建于1871年，位于公园东南角。公园园长的屋子以及一大片当时的园区都被水库所浸没。这是莱斯特城继桑顿后的第二个水库，以应对1831年和1841年的霍乱疫情。1887年，为了增加容量，水库水位被提升2英尺（60厘米）。最初的蒸汽动力横梁发动机运作至1956年。此外，公园内沿着晽河所经之处也建造了几片池塘，以使淤泥在流入水库前得以先沉降下来。1960年代初期，公园北部增建了第二个被覆盖着的水库。

### 公共公园
1905年，第七任史丹福伯爵的遗孀逝世后将家族地产遗赠给伯爵的侄女，亚瑟·邓库姆女士。公园为格雷家族所属时，只允许有限的公众出入。1928年，格雷家族所有地产被销售，包括历史悠久的鹿苑和布拉德盖特庄园遗迹。本地商人、英国联合制鞋机械有限公司创办人查尔斯·本尼恩购买了布拉德盖特公园，并将其永久赠送给莱斯特郡的人民。为纪念此举，老约翰塔以及公园主要路径设立了石匾。本尼恩的儿子随后也将毗连公园的一块土地捐赠出去，而1936年，当地市议会另外收购了毗邻公园的土地，面积为46.5英亩。附近的斯威兰树林早前在1921年已出售给莱斯特木材商人威廉·吉布森。吉布森开始对其进行商业化砍伐以获取木材，并在希望逐渐清除树林后，将土地分割以发展建筑地皮。这片古老林地因其地质、自然历史以及工业历史特色而具有重要意义，而其存在受到威胁时引起了公众关注。为了保留这片国家遗产并供公众休闲娱乐，1925年莱斯特扶轮社在威廉·吉布森的配合下收购了整片地区，总面积为137英亩（55公顷）左右。当地扶轮社成立斯威兰树林信托，修理及重建该区的栅栏，并提供停车场和重修道路。收购土地、栅栏和美化改造花费总计约6000英镑。扶轮社于1925年8月2日，当年的八月银行假日，将斯威兰树林开放给公众，并雇用内部员工来管理树林和负责游客服务。1928年，莱斯特扶轮社与斯威兰教区教堂合作，在斯威兰树林发起一年一度的风铃草礼拜。1928年12月29日，莱斯特郡议会和英国国民信托提名数位受信托人，成立布拉德盖特公园慈善组织，以管理查尔斯·贝尼恩对布拉德盖特公园的收购和捐赠，并由议会相关高级议员提供专业和行政服务，包括土地管理、法律、秘书处以及财务支援。尽管似乎没有正式的开幕式，布拉德盖特公园很快就在1929年开放给公众。1931年，在布拉德盖特公园信托全面成立并运作后，扶轮社咨询郡议会和受信托人，共同讨论将斯威兰树林和布拉德盖特公园两个地方慈善组织合并起来的可能性，并由布拉德盖特公园受信托人管理。合并于同年完成，布拉德盖特公园现由布拉德盖特公园和斯威兰树林慈善信托掌管，由莱斯特郡议会、莱斯特市议会以及英国国民信托提名其受信托人。经英国慈善委员会准许，该慈善组织已采用“布拉德盖特信托”的简称。

## 地质学

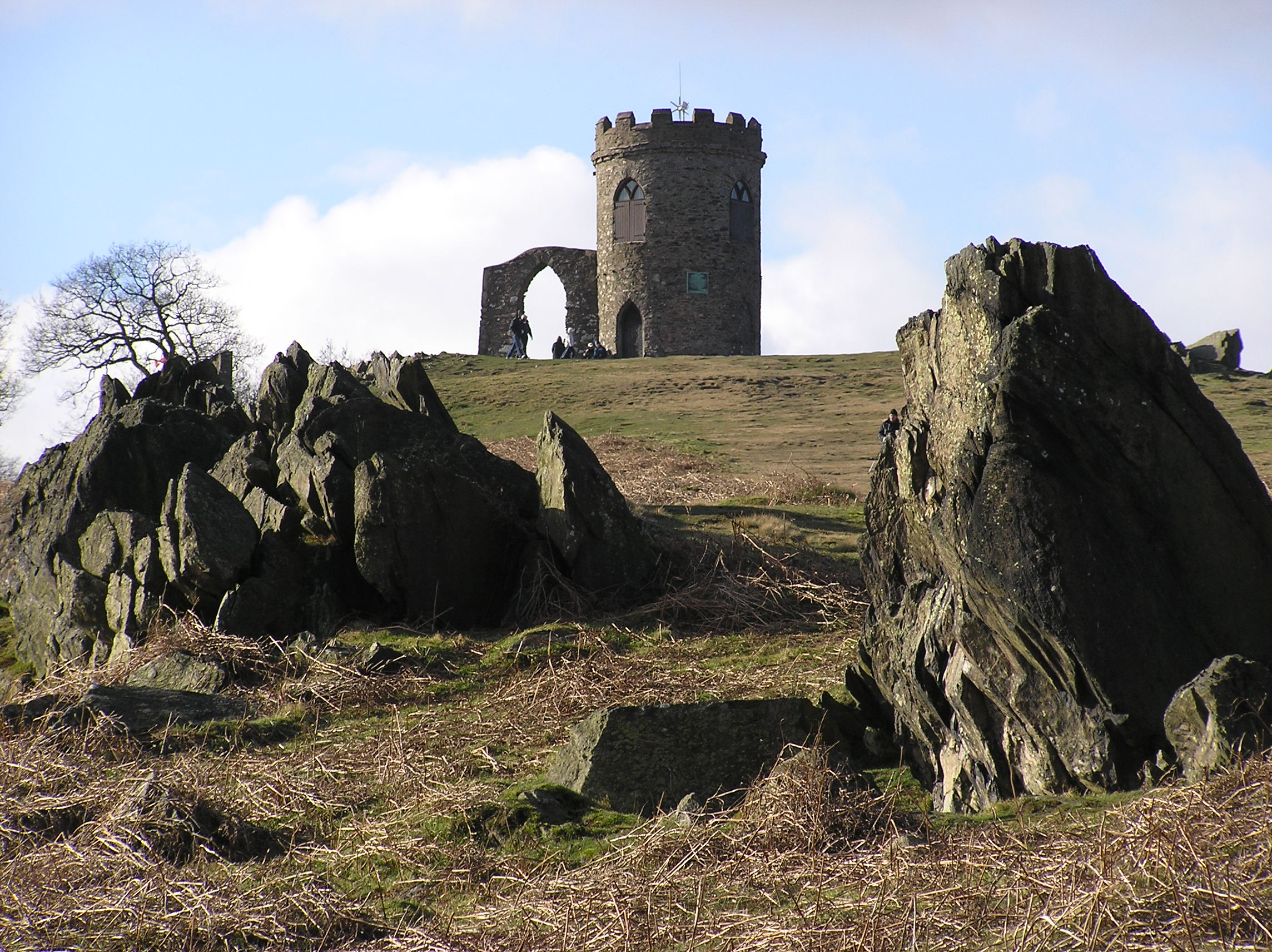
老约翰塔

布拉德盖特公园可见的地质范围甚广，包括英格兰最古老（前寒武纪）到最新（第四纪）的岩石。这些岩石露头是在各种不同的条件下形成的：从生出海面的火山，到地下深处流动的岩浆；从热带沙漠到冰盖等。露头分成山坡峭壁和露出地面的岩层广泛分布在公园内，在晽河的峡谷边及老约翰塔的山顶皆可见。这些岩石包括一些西欧目前最古老且已成形的动物化石。

### 前寒武纪岩石

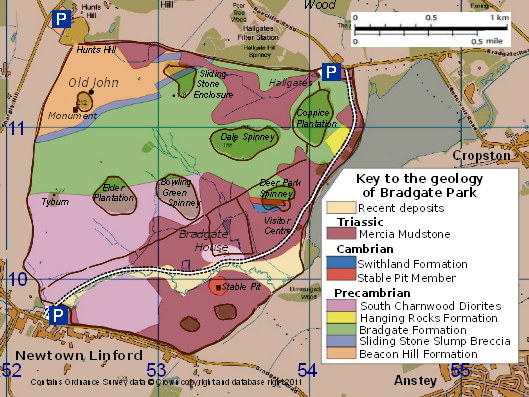
布盖特公园

前寒武纪的露头包括四种约在5.6亿年前形成的加尼亚虫类的化石。布拉德盖特是英国为数不多，可以在地面上看到这些古老基底岩石的地区。该公园中最古老的加尼亚虫类化石是距离老约翰塔和纪念顶点最近的岩石。这是灯塔山岩组，似乎是由火山灰和其他火山碎屑物质在深水中的沉淀物形成的，后受滑坡和海底流动的影响，形成了不同程度的分层岩石。火山位于查恩伍德森林西北部，整个区域位于南热带，远离冈瓦那大陆海岸（地理位置可类比于现在四面环海的蒙特塞拉利特）。一些地层显示了巨大的变化，展示了最初火山喷发导致大量沉淀物快速沉积形成了粗晶凝灰岩，进一步沉降成更细小的物质，形成了更光滑的凝灰岩——即老约翰塔北面浅灰色至奶油色的岩石。这些不同的地层随后被深埋，再受长期造山运动、高温、压力和上层物质腐蚀的影响，最后呈现出照片中坚硬、参差不齐的形态。
灯塔山岩组上方，南边山坡下不远处可以发现布拉德盖特岩层，最著名的是一种角砾岩，名为滑石滑塌角砾岩（Sliding Stone Slump Breccia）。老约翰塔下面的峭壁是由火山形成的泥岩，中间还有几层砂岩。这些岩层大多都是弯折变形或扭曲折叠的。这些更为复杂的折叠和“下垂”模式被认为是在沉淀物未完全形成和水饱和的情况下形成的。形成原因有可能是滑坡、地震或断层错动、水或气体的蓄积或火山喷发。山坡下较远的地方也有发现一些布拉德盖特层组的岩石露头。这些岩石在地层学中在角砾岩之上，比角砾岩年代更近一些。但由于远古时期造山运动导致的地面抬升、岩组的倾斜或上层岩石的侵蚀，意味着在海拔逐渐降低处可能会发现年代更近的化石。
前寒武纪最年轻的化石是南查恩伍德闪长岩。在当地被称为花岗岩，地质学上，它们也曾被称为斜长花斑岩，在格罗比和马克菲尔德进行商业开采。它们是岩浆岩的侵入体，形成在如今的灯塔山和布拉德盖特岩组中。慢慢冷却后形成了庞大的晶体结构，后来由于上层岩石的侵蚀而暴露。在布拉德盖特庄园附近，沿着晽谷（也叫小马特洛克峡谷） 的悬崖和石块是闪长岩。这些大量的块状露头是由水晶、长石、石英、铁镁质等矿物质构成。

### 寒武纪岩石
俯瞰克洛普斯顿水库区域的岩石是悬岩层。奥特伍德斯向北4公里处的悬石山是除此之外仅有的例子。但目前尚不清楚属于前寒武纪晚期还是寒武纪早期。它是一种圆形的由火山作用形成的特殊砾岩，大多直径约为4-15mm，一些也可达100mm。这些石头在被与更细小的物质一起冲入深水中之前，可能已经在火山岸线已经被打磨光滑。它们比布拉德盖特岩层年代更近，海拔也更低。一种可能的解释是，它形成于一条与现有海床相汇的水渠。但更有可能的结论是，沿着断层线的运动使它相对于周围的岩石重新定位。泥炭和博尔德粘土的覆盖使相邻的地质层间没有接触，这使布拉德盖特不同露头之间的关系更加模糊。
这些岩石过去被划分为前寒武纪岩石，但现在包括斯维兰德板岩等在内的岩石都被认为是寒武纪早期的岩石群。斯维兰德板岩是当地重要的屋顶与墓碑的原料。附近的斯维兰德森林有大量的露头，在19世纪中期前一直都是主要的采石场之一。布拉德盖特庄园附近的中世纪采石场中有年代与板岩相近的岩石。这种露头被称为“Stable Pit Member”，是一种具有光滑的玻璃状外观的石英砂。采石场暴露的岩块中还有一个1米宽闪长岩的岩脉，约形成于奥陶纪，与芒特索勒尔的花岗岩组年代相近。

### 三叠纪岩石
在这些古老岩石形成3亿5千万年之后，即三叠纪时期，由于上层岩石的腐蚀，岩石被暴露在外。那时它们是泛大陆的一部分，沙漠导致了风沙的堆积，形成了麦西亚泥岩群。随着后来东米德兰地壳的下沉，这些沉积物被水浸过后形成了红土。这红土所做的砖后来被用来建造布拉德盖特庄园。现在只有在穿过布拉德盖特庄园的小溪，即当时开采的地方，才能看见泥岩。然而，谷底的大部分和克洛普斯顿水库下方都能发现红土，这表示着现在的晽谷在2.2亿年前就已经存在了

### 第四纪沉积物
布拉德盖特公园及其周边地区过去曾被厚厚的博尔德粘土的冰川沉积物覆盖。第四纪时期包括最后的冰川纪。1万年前随着冰川的融化，冰块中的固体物质就会在下面“天然”的岩石上沉积。这些物质包括未分类的粘土和砂粒、大小不等的鹅卵石和一些巨石。它们随着冰盖和冰川移动了相当长的距离，因此，每块岩石，无论是地面上的或是公园内石墙上的长石，都有可能是当地的石头，或是来自英国北部甚至北欧的标本。

### 前寒武纪化石
布拉德盖特及其附近的加尼亚虫岩石的化石是西欧目前已知仅存的前寒武纪化石。1957年前人们一直认为复杂的生命形式或生命本身起源于寒武纪。比这年代更久远的岩石都是在没有动植物的时候形成的。1957年，洛杰·梅森在灯塔山旁的小村庄伍德豪斯伊夫斯附近发现了岩石，让人们重新评估生命的起源时间。为了纪念他的发现，这种岩石后来被命名为Charnia masoni。他的发现也导致了澳大利亚南部和纽芬兰岛有相似标记的化石被重新分类。布拉德盖特公园中已知的样本大约有50个。他们大多是叶状和盘状的二维图像。在不同时期曾被描述为海藻、水母、珊瑚或是海葵。现在它们均属于埃迪卡拉生物群，但对于它们属于哪个已经灭绝或仍然存在的界，至今尚无定论。布拉德盖特的岩石标本包括 Bradgatia linfordensis，Charniodiscus concentricus和Charnia masoni。为了防止化石被破坏或损害，这些化石的具体地点并未公布。任何希望对此种化石进行研究的人首先应寻求布拉德盖特公园信托基金的许可。不得敲碎或锤击布拉德盖特公园中的岩石，也不可取样、复制或移动。

## 动植物

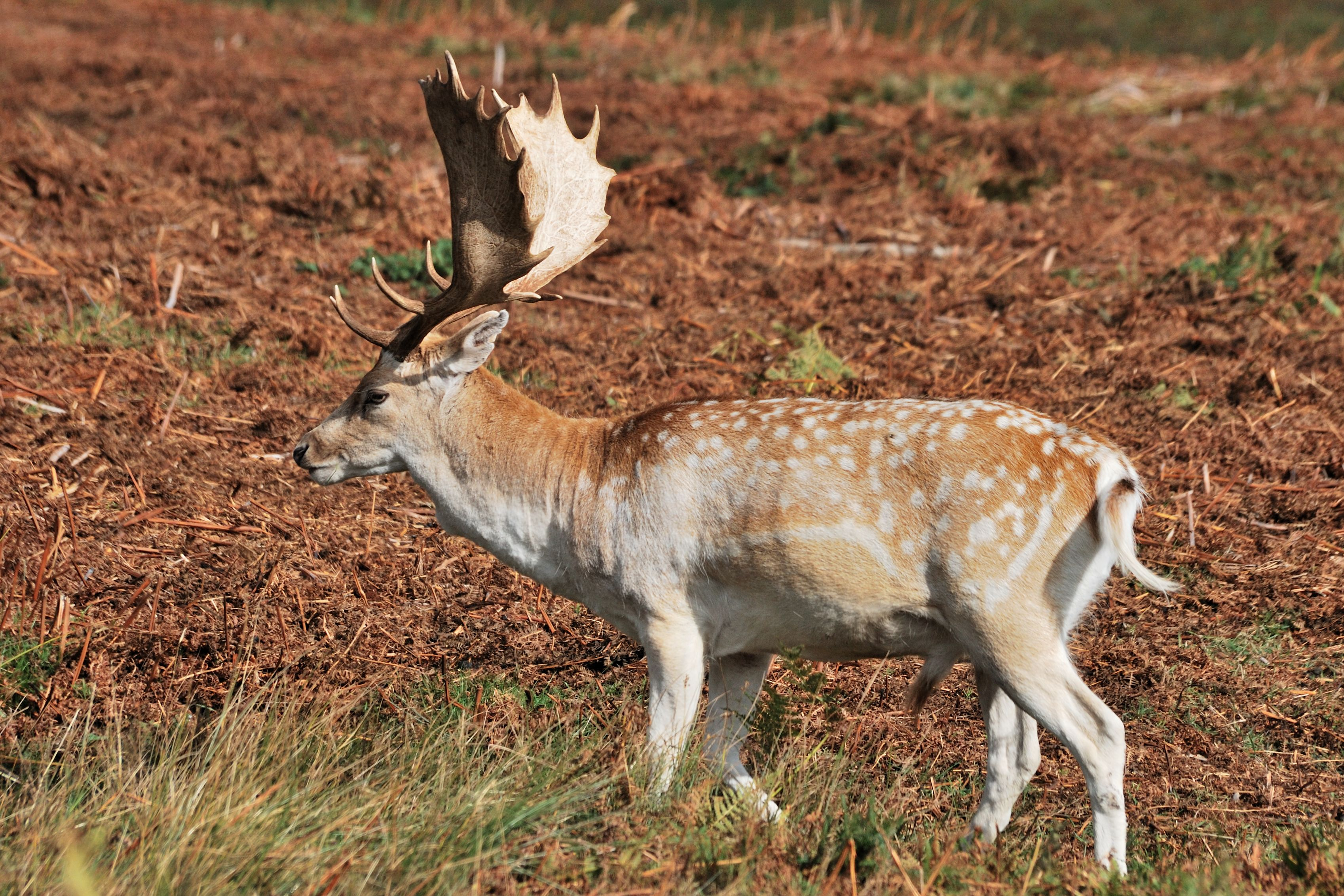
布拉德盖特公园的雄性小鹿

布拉德盖特公园的地表是岩石形成的荒野，覆盖着粗糙的草丛和蕨类植物。一些被石墙围起来的小树林（大多是松树，也有少部分落叶植物） 不对外开放。小树林里有许多有着几百年历史的古橡树的壮丽标本。这里也是成群欧洲马鹿和黇鹿的家园。鸟类品种繁多，水库吸引了许多野禽，河流和小树林也为包括秃鼻鸦在内的其他动物提供了隐蔽的筑巢场所。黄鹀、芦鹀、云雀、草地鹨在公园的开放区域也随处可见。布拉德盖特庄园的废墟中长有致命的龙葵，最初这是第二次世界大战期间，莱斯特理工学院（现德蒙福特大学）的药学院作为药物用途而种植的。

### 狗
2015年时公园中鹿的数量约为450只，但狗追逐鹿群的问题却引起了人们的担忧。如今公园门口贴有信托基金的告示。告示建议，狗在主要人行路附近的特定区域内必须系狗绳，在公园约75%的区域内，狗只要在有效控制下并不追咬鹿群，都可以解开绳子。英国《每日电讯报》在一篇引用了《2014年反社会行为、犯罪和治安法案》中着重提到了布拉德盖特，但并未提到鹿的问题。

## 信息中心
2016年7月，除了现有的咖啡馆外，在布拉德盖特建筑以东的主要小路旁的鹿棚（Deer Barn）建筑内开放了一个游客中心。游客中心的地理部分详细描述了公园地层的在火山爆发、冰川侵袭及埃迪卡拉生物群形成的全过程。馆中还展示了后来陆地蜥蜴的痕迹。考古学部分展示了莱斯特大学自2014年以来的发现，包括14500年前旧石器晚期克雷斯韦尔遗址的证据。纽敦林福德也有一个带有礼品店的咖啡厅。

## 如何到达

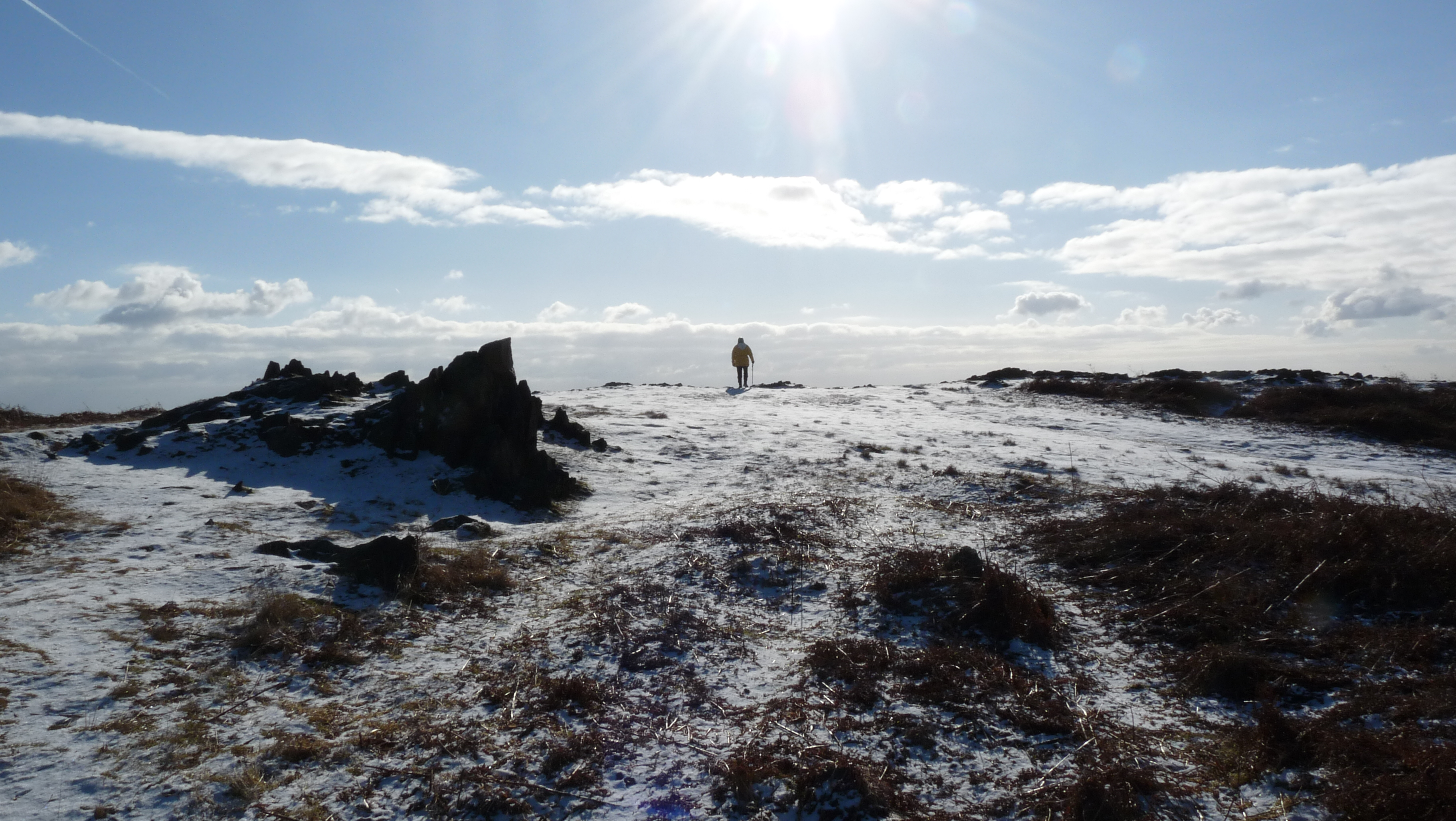
冬日的阳光

哈尔盖特入口、纽敦林福德及亨特山（公园最高点，老约翰塔附近）均有付费停车场。公园从早到晚全年开放，有公共人行道可以随时进入。乘坐公交车也可到达。120巴士的停靠点在纽敦林福德入口附近，莱斯特与拉夫堡之间的154路巴士沿着水库路运行，停靠点距公园哈尔盖特入口有一段距离。安斯迪村有两条步行小路通向公园，可以从莱斯特乘坐74路巴士轻松到达。林可路上的公交站对面就有一条小路，连接克罗普斯顿路与哈兹勒黑德路。这条小路从林可路出发，穿过几块田地后就可进入公园。另一条村庄的边缘连接主干道的路线，与布拉德盖特路上最末的几栋房子相连。
从莱斯特市中心骑自行车也可到达该公园。